# Miłoje (przystanek kolejowy)
Miłoje (biał. Мілое, ros. Милое) – przystanek kolejowy w miejscowości Miłoje, w rejonie kliczewskim, w obwodzie mohylewskim, na Białorusi. Położony jest na linii Osipowicze – Mohylew.